# Олег Брјански
Олег Романович Брјански (1245–1307) је био кнез Брјанска. Помиње се у Галичко-Волинској хроници. Напустио је кнежевину и примио постриг са именом Василије у Брјанском Петропавловском манастиру.
Кнез Олег Брјански, крштен као Леонтије, био је син првог брјанског кнеза Романа Михајловича (1225—1290) и унук светог мученика кнеза Михаила Черниговског (1179—1246). У Ипатијевој хроници се помиње да је 1274. године кнез Олег заједно са својим оцем Романом Михајловичем Брјанским учествовао у војном походу на Литванију. Касније је Олег својим новцем основао нови манастир у Брјанску, који је почео да се зове Петропавловски, и неколико година после очеве смрти, оставивши брата за кнеза Брјанска, ту се замонашио са именом Василије. Црквени архиви сведоче да је благочестиви кнез преминуо као строги подвижник у овом манастиру 20. септембра 1307. године и да је сахрањен у манастирској цркви.
Убрзо након смрти, принц Олег Брјански је канонизован за светитеља. Реликвијар са моштима светитеља постављен је у једној од цркава Петропавловског манастира. 10. августа 1995. године, захваљујући напорима стручних трагача, поново су пронађене мошти светог кнеза Олега Брјанског. Данас свете мошти почивају у Петропавловској цркви и доступне су за поклоњење. Током протеклих векова створене су многе иконе са ликом светог светог кнеза Олега Брјанског, које се налазе и у Тројичкој цркви и у другим црквама.
Православна црква га помиње 20 септембра (3 октобра).